# سیاه‌مرغ کوبایی
سیاه‌مرغ کوبایی (نام علمی: Ptiloxena atroviolacea) نام یک گونه از تیره سیاه‌پره‌ایان است.